# 帝京大学ちば総合医療センター
帝京大学ちば総合医療センター（ていきょうだいがくちばそうごういりょうセンター）は、千葉県市原市に所在する医療機関。学校法人帝京大学により運営される病院である。

## 沿革
- 1986年（昭和61年）5月1日 - 帝京大学医学部附属市原病院として開業。
- 1996年（平成8年）8月20日 - 災害拠点病院に指定。
- 2004年（平成16年）4月19日 - ヘリポートを開設。
- 2017年（平成29年）4月1日 - 地域救命救急センターに指定。
- 2022年（令和4年）3月24日 - ドクターカーの試験運用を開始[2]。
- 2023年（令和5年）
  - 5月1日 - ドクターカーの運用を開始[3]。
  - 6月15日 - 老朽化に伴うちはら台への移転建て替え計画を市長に報告[4]。直ちに市長が再考を要請[4]。
  - 6月26日 - 学校法人帝京大学から市原市へ建て替え計画を文書報告[4]。
  - 7月5日 - 市原市から学校法人帝京大学へ建て替え計画の再考を文書要請[4]。

## 診療科
- 内科（循環器）
- 内科（消化器）
- 内科（内分泌代謝）
- 内科（腎臓）
- 内科（呼吸器）
- 内科（血液）
- 内科（リウマチ）
- 脳神経内科
- 外科（上部・下部消化管）
- 外科（肝胆膵）
- 外科（乳腺・甲状腺）
- 産婦人科
- 小児科
- 整形外科
- 眼科
- 耳鼻咽喉科
- 皮膚科
- 形成外科
- 泌尿器科
- 脳神経外科
- メンタルヘルス科
- 放射線科
- 麻酔科
- リハビリテーション科
- 心臓血管外科
- 歯科口腔外科
- 救急科

## 医療機関の指定等
- 保険医療機関
- 労災保険指定医療機関
- 指定自立支援医療機関（更生医療・育成医療・精神通院医療）
- 身体障害者福祉法指定医の配置されている医療機関
- 精神保健指定医の配置されている医療機関
- 生活保護法指定医療機関
- 原子爆弾被爆者医療指定医療機関
- 母体保護法指定医の配置されている医療機関
- 災害拠点病院
- 臨床研修指定病院
- 特定疾患治療研究事業委託医療機関
- DPC対象病院
- 小児慢性特定疾患治療研究事業委託医療機関
- 地域救命救急センター

## 院内施設
- ローソン帝京大学ちば総合医療センター店（本館2階）
- ドトールコーヒー帝京大学ちば総合医療センター店（本館1階）
- フラワーショップ（本館2階）
- 患者図書室 とまり樹（本館2階）
- 千葉信用金庫・銀行ATM（本館1階）

## 交通アクセス
- JR東日本内房線姉ケ崎駅より小湊バス「帝京大学総合医療センター行」約15分終点下車。
- 東京方面より館山自動車道市原出口約10分、木更津方面より館山自動車道姉崎袖ケ浦出口約15分。

## 公式サイト
- 帝京大学ちば総合医療センター